# Mike Beedle
Mike Beedle   (11 d'octubre de 1962 - Chicago, 23 de març de 2018) va ser un físic teòric nord-americà que va fer d'enginyer de programari i va ser coautor de l'Agile Manifesto.
Va ser el coautor del primer llibre i dels primers articles sobre Scrum. Més tard va encunyar el terme "Enterprise Scrum", va desenvolupar les seves idees en un enfocament basat en capes (canvas) i va promoure Enterprise Scrum com a marc per incorporar les pràctiques i els beneficis d'Scrum a totes les organitzacions.

## Manifest àgil
L'any 2001 Beedle va ser una de les disset persones que van crear i signar el Manifest per al desenvolupament de programari àgil. Havia estat convidat per Martin Fowler i Robert C. Martin per la seva implicació en l'adopció primerenca de Scrum i la comunitat de patrons organitzatius. Beedle va ser un dels primers en implementar Scrum després de Jeff Sutherland i Ken Schwaber, i va col·laborar en la redacció de l'article sobre els patrons de Scrum, que va ser el segon article publicat sobre Scrum.
Beedle defensa que va ser qui va proposar el terme "Àgil" que finalment es va filtrar a través d'un procés de selecció amb la resta de signants:
"Puc dir-vos que se'm va ocórrer aquesta paraula (àgil) perquè estava familiaritzat amb el llibre Agile Competitors and Virtual Organisations. Havíem proposat l'Adaptive, Essential, Lean i Lightweight. No volíem utilitzar Adaptive perquè Jim Highsmith havia donat aquest nom a una de les seves obres. Essential sonava massa orgullós. Lean ja l'havien pres. Ningú volia ser un pes lleuger. Ho vam fer al final del segon dia i només vam trigar uns minuts a decidir-ho."

## Scrum
Va ser la segona persona que va adoptar Scrum i va contribuir al desenvolupament del marc implementant-lo a les seves empreses i formant altres organitzacions en la mateixa direcció.
La idea principal darrere de Scrum era crear un equip que s'assemblaria a la vida artificial, un robot o un sistema adaptatiu, que s'adaptés i aprengués a través de la "intel·ligència social". Mike Beedle tenia un doctorat en Física, i la seva tesi de màster tractava sobre sistemes caòtics i no lineals. Unir aquests dos conceptes va ser el que va permetre a Ken Schwaber, Jeff Sutherland i Mike Beedle pensar en "crear un equip al límit del caos". Ambdues direccions apuntaven al mateix joc final: crear un equip hiperproductiu que funcionés com un sistema adaptatiu a la vora del caos mitjançant patrons.
El 2001, Beedle va treballar amb Ken Schwaber per descriure el mètode al llibre, Agile Software Development with Scrum. L'enfocament de Scrum per planificar i gestionar el desenvolupament de productes implica portar l'autoritat de presa de decisions al nivell de propietats i certeses de l'operació.

## Mort
Beedle va ser assassinat a Chicago en un aparent robatori.
Després de la seva mort, el creador de Scrum Jeff Sutherland va publicar: "La comunitat Scrum i Agile ha perdut un gegant aquest cap de setmana. Mike Beedle va ser un amic proper i una inspiració per a molts de nosaltres." Scrum Alliance va afirmar en un comunicat: "Mike i les seves empreses han presentat Scrum, Enterprise Scrum i Business Agility, a desenes de milers de persones i milers d'empreses, oferint formació, consultoria, mentoring i coaching. És el creador del framework Enterprise Scrum i va ser el primer CEO a gestionar una empresa sencera de manera àgil mitjançant Enterprise Scrum. Va ser un ponent principal en innombrables conferències Agile i Scrum arreu del món."